# Dürrenäsch
Dürrenäsch (toponimo tedesco) è un comune svizzero di 1 237 abitanti del Canton Argovia, nel distretto di Kulm.

## Storia

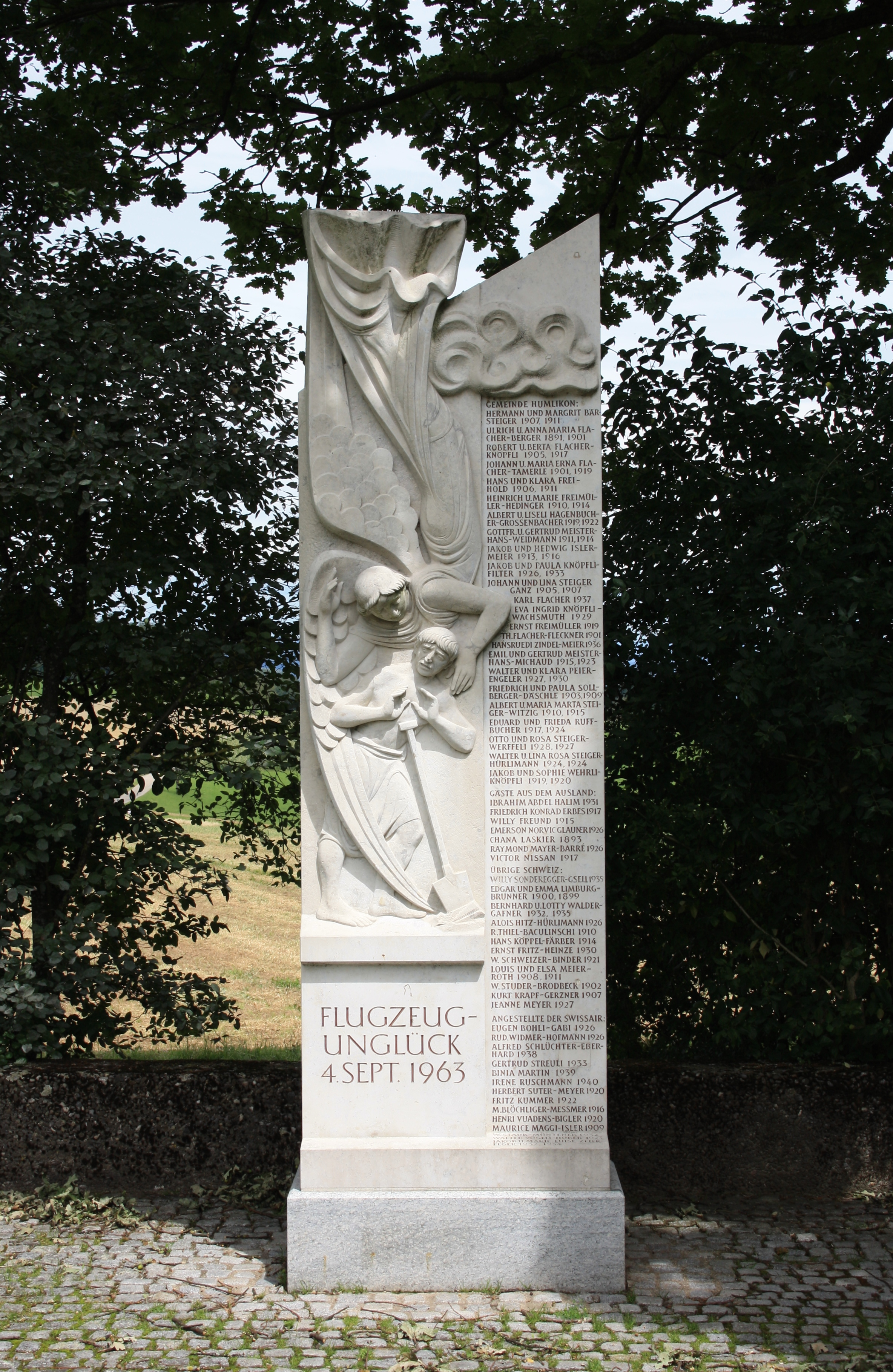
Monumento commemorativo delle vittime del volo Swissair 306

Il 4 settembre 1963 il volo Swissair 306 si schiantò vicino a Dürrenäsch uccidendo tutte le ottanta persone a bordo.

## Società

### Evoluzione demografica
L'evoluzione demografica è riportata nella seguente tabella:
Abitanti censiti

## Infrastrutture e trasporti

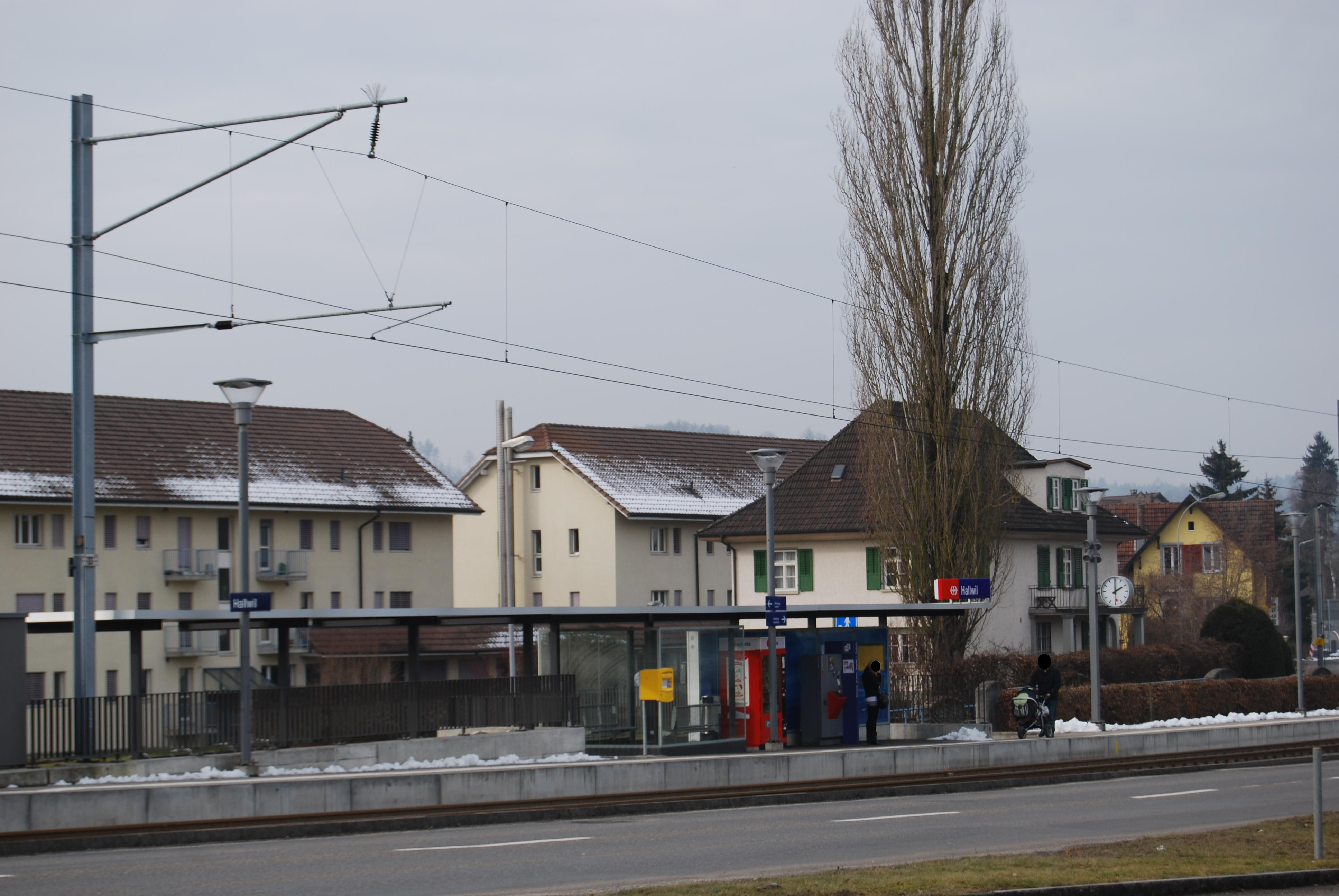
La stazione di Hallwil-Dürrenäsch

Dürrenäsch è servito dalla stazione di Hallwil-Dürrenäsch sulla ferrovia Seetalbahn.

## Amministrazione
Ogni famiglia originaria del luogo fa parte del cosiddetto comune patriziale e ha la responsabilità della manutenzione di ogni bene ricadente all'interno dei confini del comune.